# 冥安县
冥安县，今中国甘肃酒泉市瓜州县的旧名，治所在今瓜州县锁阳城镇东22公里处，即锁阳城遗址。
西汉武帝后元元年（公元前88年）置，始属敦煌郡，因县界冥水为名。北周569年，省入凉兴县。
西晋元康五年（295年）分敦煌、酒泉两郡置晋昌郡，治冥安县。
北周改为凉兴县。
锁阳城遗址于1996年国务院公布为第四批全国重点文物保护单位。2014年6月22日，在卡塔尔多哈召开的联合国教科文组织第38届世界遗产委员会会议上，锁阳城遗址作为中国、哈萨克斯坦和吉尔吉斯斯坦三国联合申遗的“丝绸之路：长安-天山廊道的路网”中的一处遗址点成功列入《世界遗产名录》。